# Самоубийство Аманды Тодд

Аманда Тодд

Самоубийство Аманды Тодд — событие, произошедшее 10 октября 2012 года в Порт-Кокитламе, Канаде. 15-летняя канадка Аманда Тодд (англ. Amanda Todd) покончила с собой, повесившись в своём доме. За месяц до своей смерти Тодд разместила видео на платформе YouTube. В нём она с помощью карточек рассказала о том, что её стали шантажировать интимными фотографиями и физически нападать.
Данное дело привлекло внимание международных СМИ, после того как видеоролик стал набирать большое количество просмотров после её смерти. По состоянию на май 2023 года, исходное видео набрало более 15 миллионов просмотров. Также были выложены копии данного видео, которые также набрали десятки миллионов просмотров. Кроме того, в видеоролике React на YouTube есть реакция подростков на видео Тодд, которое по состоянию на май 2023 года набрало более 44 миллионов просмотров.
В ответ на смерть Тодд тогдашний премьер-министр Британской Колумбии Кристи Кларк опубликовала заявление, в котором выражала соболезнования и предложила провести общенациональное обсуждение вопроса о криминализации интернет-травли. В Палату общин Канады также было внесено предложение о проведении исследования масштабов издевательств в Канаде и увеличении финансирования и поддержки организаций по борьбе с издевательствами.
Кэрол Тодд, мать погибшей, учредила «Фонд Аманды Тодд» с помощью пожертвований для поддержки просветительских программ по борьбе с издевательствами и программ для молодых людей с проблемами психического здоровья.

## Предыстория
Аманда Мишель Тодд (англ. Amanda Michelle Todd) родилась 27 ноября 1996 года в Ванкувере в семье Норма и Кэрол Тодд. Аманда была переношенным ребёнком, поскольку родилась с опозданием на 10 дней. Вскоре родители Тодд развелись, и Аманда стала проживать вместе с матерью. Когда Аманда была маленькой, Кэрол дала ей прозвище «Принцесса Снежинка» (англ. Princess Snowflake), поскольку девочка любила снег. Её любимым цветом был фиолетовый. Аманда интересовалась пением и искусством. Ей нравились животные.

## Травля и суицид
Травля началась после инцидента, когда Аманда во время онлайн-трансляции подняла свою футболку, тем самым продемонстрировав аудитории свою обнаженную грудь. Кто-то из зрителей сделал скриншот видео и начал шантажировать девушку, угрожая опубликовать фотографию. В итоге интимные кадры попали в Интернет и спровоцировали волну негативной реакции. Девочка получала оскорбительные и угрожающие сообщения, в которых её стыдили за её поступок. Аманде пришлось сменить школу, однако травля на этом не прекратилась. Неудачными были и отношения с молодым человеком. Аманда начала встречаться с парнем, который сперва проявил к ней сочувствие, но после полового акта он присоединился к издевательствам.  
7 сентября 2012 года Тодд разместила на канале YouTube 9-минутное видео под названием «Моя история: борьба, издевательства, самоубийства, причинение себе вреда» (англ. My story: Struggling, bullying, suicide, self-harm), в котором с помощью карточек рассказала историю об издевательствах над ней. Видео стало популярным после её смерти, набрав более 1 600 000 просмотров за 3 дня, и распространилось за границей.

## Память
19 мая 2016 года композитор Джоселин Морлок представила 12-минутную композицию совместно с оркестром Национального центра искусств под названием «Меня зовут Аманда Тодд» (англ. My Name is Amanda Todd). Она была написана за два месяца. Первая часть композиции состояла из стаккато струнных инструментов, которые олицетворяли «быстрые» действия в социальных сетях (например, твиты и лайки). Во второй части музыку сопровождал хорал с басовыми инструментами. Финальная часть копировала мажорный лад первой, однако в этой части были использованы легкие тона. По словам Морлок, она не хотела «показывать ребёнка [Тодд] через призму её мучительной смерти». В связи с этим, та пыталась добавить «больше человечности». За данную работу в 2018 году Морлок была награждена премией Джуно в категории «Классическая композиция года». На церемонии присутствовала Кэрол Тодд.
10 октября 2020 года в годовщину смерти Тодд и одновременно в всемирный день психического здоровья вышел документальный фильм «Тёмное облако. Дорогая цена кибертравли» (англ. Dark Cloud. The high cost of cyberbullying). Режиссёрами выступили Холли Дюпеж (англ. Holly Dupej) и Мэттью Эмбри (англ. Mathew Embry).

## Комментарии
1. ↑  Тодд исполняла каверы на песни «Jar of Hearts[англ.]» Кристины Перри[11], «White Horse» Тейлор Свифт[12], «Someone's Watching Over Me[англ.]» Хилари Дафф[13], «Who You Are» Джесси Джей и гимн Канады (24 июня 2007)[14][15].
2. ↑  В некоторых источниках указывается длительность в 10 и 11 минут[18][19].